# ケビン・サリバン
ケビン・サリバン（Kevin Francis Sullivan、1949年10月26日 - 2024年8月9日）は、アメリカ合衆国のプロレスラー。マサチューセッツ州ボストン出身。
1970年代にベビーフェイスのポジションで活動後、1980年代より怪奇派のヒールに転向。ザ・タスクマスター（The Taskmaster）を名乗ってヒール軍団の首領を務め、マネージャーやブッカーとしても活躍した。日本では「妖怪児」の異名で呼ばれた。

## 来歴

### ベビーフェイス時代
1970年10月、ジョージア州アトランタでのスカンドル・アクバとのスタジオTVマッチにてデビュー。同地区でジョバーを務めた後、1971年よりジョニー・ウエスト（Johnny West）のリングネームでメキシコ湾岸のNWAガルフ・コースト地区に入り、ケン・ルーカスとのコンビで活動。3月11日にエディ・サリバン&ダンディ・ジャック・モレルからガルフ・コースト・タッグ王座を、6月2日には松岡巌鉄&大熊元司のライジング・サンズからUSタッグ王座をそれぞれ奪取した。
その後、リングネームを本名のケビン・サリバン（Kevin Sullivan）に戻し、1972年よりテネシーのNWAミッドアメリカ地区に進出、3月24日にはロバート・フラーと組んで同地区版のNWA世界タッグ王座を獲得している。1973年からは、長年の主戦場となるフロリダのCWFに参戦、主宰者エディ・グラハムの息子マイク・グラハムのパートナーに起用され、ボビー・シェーン&ゴージャス・ジョージ・ジュニアなどのチームを破りNWAフロリダ・タッグ王座を2回獲得した。翌1974年5月、全日本プロレスに初来日。前年にデビューしたジャンボ鶴田とのシングルマッチも組まれ、当時の日本では「南部の若獅子」なるニックネームが付けられた。
1975年10月よりWWWFに登場。イワン・プトスキーとのタッグチームなどで活動し、1976年には、WWWFヘビー級王者ブルーノ・サンマルチノの挑戦者としてWWWFに参戦していたスタン・ハンセン&ブルーザー・ブロディのコンビとも対戦、ジ・エクスキューショナーズ（キラー・コワルスキー&ビッグ・ジョン・スタッド）が保持していたWWWF世界タッグ王座にも挑戦した。同年6月25日にニューヨークのシェイ・スタジアムで行われた『ショーダウン・アット・シェイ』では、同じベビーフェイス陣営のホセ・ゴンザレスと対戦して引き分けている。WWWFには1977年まで出場して、アーニー・ラッド、スーパースター・ビリー・グラハム、バロン・シクルナ、バグジー・マグロー、クラッシャー・ブラックウェル、スパイロス・アリオン、トーア・カマタ、ニコライ・ボルコフ、ケン・パテラとも対戦した。
その後、1977年5月の全日本プロレス再来日を経て、1978年は中西部のNWAセントラル・ステーツ地区で活動。ケン・ルーカスと再びコンビを組み、4月24日にアレックス・スミルノフ&ブルドッグ・ボブ・ブラウンからセントラル・ステーツ版のNWA世界タッグ王座を奪取。南部ではガルフ・コースト地区を吸収したロン・フラー主宰のサウスイースタン・チャンピオンシップ・レスリングにおいて、1978年12月1日にルーカスとのコンビでデニス・コンドリー&フィル・ヒッカーソンからNWAサウスイースタン・タッグ王座を奪取。1979年にはトニー・チャールズとUSジュニアヘビー級王座を争った。
1980年はジム・バーネット主宰のジョージア・チャンピオンシップ・レスリングを主戦場に、4月21日にトニー・アトラスと組んでスミルノフ&イワン・コロフからNWAジョージア・タッグ王座を奪取。シングルでも、6月8日にトーナメントの決勝でエディ・マンスフィールドを破り、空位となっていたNWAジョージア・ジュニアヘビー級王座を獲得、以降もスタンリー・レーンやダッチ・マンテルを相手に同王座を争い、レス・ソントンが保持していたNWA世界ジュニアヘビー級王座にも挑戦した。

### ヒール転向後

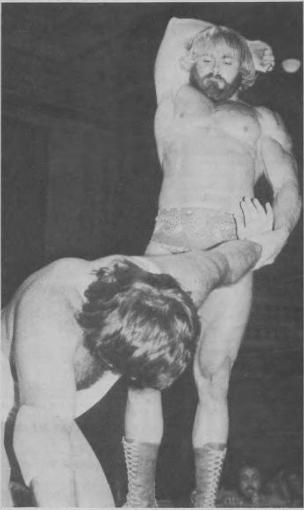
ジェリー・ローラーを攻撃するサリバン（1981年）

デビュー以来一貫してベビーフェイスだったが、1980年末よりジョージア地区にてヒールのポジションに回るようになり、同年11月29日にはスティーブ・カーン、翌1981年2月21日にはスティーブ・オルソノスキーと、フェイス陣営の選手からNWAナショナルTV王座を奪取。カーンとは "Boston Street Fight" なるハードコア・レスリング形式のデスマッチも行った。同年4月からはメンフィスのCWAにもヒールとして参戦、ジミー・ハートのファースト・ファミリーに加入し、ウェイン・ファリスと組んでジェリー・ローラー&ビル・ダンディーとAWA南部タッグ王座を争った。
1982年8月、古巣であるフロリダのCWFに復帰。当初は従前と同様にベビーフェイスとしてケンドー・ナガサキなどと対戦していたが、10月より本格的にヒールに転向。ジェイク・ロバーツ、ジム・ガービン、ビッグ・ジョン・スタッド、デレク・ドレイパーらと結託して、ダスティ・ローデスとも抗争を開始。11月22日にはバリー・ウインダムを破り、NWA南部ヘビー級王座を獲得した。以降もCWFに定着して、1983年からはペイントレスラーに変身。パープル・ヘイズ、マハ・シン、ルナ・バション&ウィノナ・リトルハートのドーターズ・オブ・ダークネス、そして妻となるフォーリン・エンジェルとの怪奇派ユニット、アーミー・オブ・ダークネス（The Army of Darkness）のリーダーとなって、ローデスやブラックジャック・マリガンと抗争を展開した。

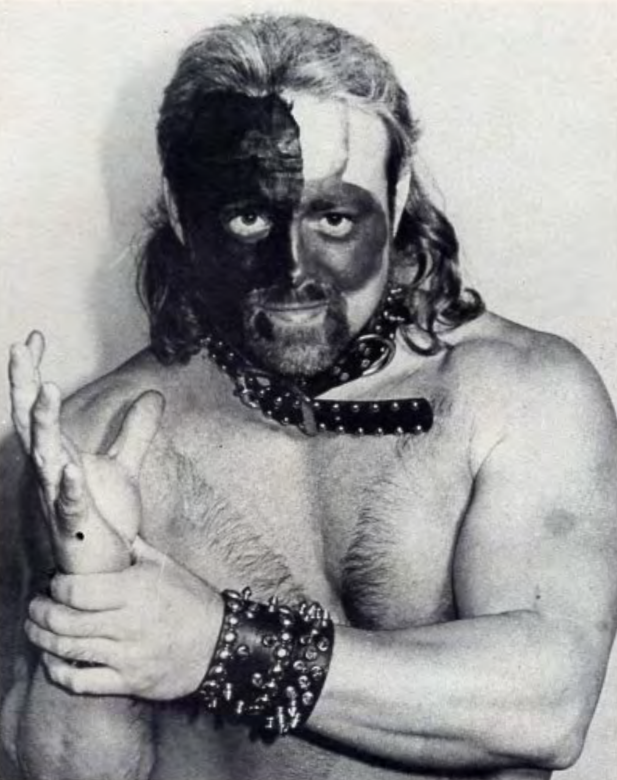
プリンス・オブ・ダークネス（1984年）

CWFを主戦場としつつ他地区にも出場し、サンアントニオのサウスウエスト・チャンピオンシップ・レスリングでは1984年12月9日にキラー・ブルックスを下してSCWヘビー級王座を獲得。アラバマのサウスイースタン・チャンピオンシップ・レスリングでは、1986年9月22日にブラッド・アームストロング、同年12月15日にザ・バレットからNWAコンチネンタル・ヘビー級王座をそれぞれ奪取した。
本拠地のCWFでは1987年1月16日にレックス・ルガー、2月18日にバッドニュース・アレンを破ってNWA南部ヘビー級王座に返り咲いたが、同月にジム・クロケット・プロモーションズがCWFを吸収合併したことによりタイトルは封印され、50年以上の歴史を持つ同王座の最後のチャンピオンとなった。以降、ジム・クロケット・ジュニア主宰のMACWに主戦場を移して、バーシティ・クラブのプレイング・マネージャーとなって活動。1988年から1989年にかけて、ロード・ウォリアーズやスタイナー・ブラザーズと抗争を繰り広げた。MACWがテッド・ターナーに買収され、新団体のWCWが発足してからも継続参戦していたが、副社長ジム・ハードへの不満などもあり、契約満了の1991年下期にWCWを離脱。
1992年1月、FMWに来日。ザ・シークの参謀役となって、14年ぶりの日本マット登場を果たした。その後はW★INGプロモーションにも度々来日し、レザーフェイス、フレディ・クルーガー、クリプト・キーパー（ホセ・エストラーダ・ジュニア）ら怪奇派の親玉となって活躍した。同時期、アメリカではジム・コルネット主宰のスモーキー・マウンテン・レスリングや初期のECWで活動。ECWではタズマニアックと怪奇派コンビを組み、1993年12月4日にトミー・ドリーマー&シェーン・ダグラス、1994年3月5日にブルーズ・ブラザーズを破り、ECWタッグ王座を2回獲得している。
1994年よりWCWに復帰し、5月22日にカクタス・ジャックと組んでナスティ・ボーイズからWCW世界タッグ王座を奪取。その後はデイブ・サリバンとの兄弟アングルを経て、11月よりザ・ブッチャー&ジ・アバランシュとスリー・フェイシズ・オブ・フィアー（The 3 Faces of Fear）なるトリオを結成、彼らに先んじて同年にWWFから移籍してきたハルク・ホーガンとの抗争を開始する。翌1995年からは、ブッチャーとアバランシュをペイントレスラーのゾディアックとシャークに変身させ、カマラやミング、ザ・ジャイアントらを配下に、モンスター軍団のダンジョン・オブ・ドゥーム（The Dungeon of Doom）を率いて活動。自らをザ・タスクマスター（The Taskmaster）と称し、ザ・ウィザードことキング・イヤウケアの「息子」として、ホーガン、スティング、ランディ・サベージらベビーフェイス勢との抗争を指揮した。
WCWではエリック・ビショフの体制下、リック・フレアー、アーン・アンダーソン、ラリー・ズビスコらと共にブッカーも兼任していたが、マッチメイクを巡ってブライアン・ピルマンなど選手との確執も起こしている（詳細は「ブライアン・ピルマン」の項を参照）。妻だった女性マネージャーのウーマンとクリス・ベノワとの不倫アングルでは、ウーマンを巡ってベノワと抗争を展開したが、ベノワとウーマンは実際に恋仲になり、ウーマンはサリバンと離婚の上で正式にベノワと再婚した。1997年4月12日にはWCWとの提携ルートで新日本プロレスの東京ドーム大会に来日し、ベノワとの因縁マッチを行っている。WWFとのマンデー・ナイト・ウォーズが激化していた1998年からはブッキング業務に専念し、2000年1月には一時更迭されていたビンス・ルッソに代わってヘッド・ブッカーに就任したが、ブッキングに不満を持つベノワ、エディ・ゲレロ、ディーン・マレンコ、ペリー・サターンらが同月にWWFに移籍し、ほどなくしてサリバンも退陣した。
2001年のWCW崩壊後は、2003年にTNA、2006年にジャガロ・チャンピオンシップ・レスリングに登場。2014年にはNWA殿堂に迎えられた。後年も各地のインディー団体に時折出場していた。
2024年5月12日にフロリダ州で事故に巻き込まれ、手術を受けたが複数の合併症を患い、8月9日に死去。同日の朝に訃報が発表された。74歳没。

## 得意技
ダイビング・フット・スタンプ
この技はサリバンがW★INGに参戦していた際、全日本女子プロレスからゲスト参戦していた伊藤薫に直伝された。

## 獲得タイトル
チャンピオンシップ・レスリング・フロム・フロリダ
- NWA南部ヘビー級王座（フロリダ版） : 4回[23]
- NWAフロリダ・ヘビー級王座 : 1回[43]
- NWAフロリダ・タッグ王座 : 3回（w / マイク・グラハム）[7]

ジョージア・チャンピオンシップ・レスリング
- NWAナショナルTV王座 : 2回[19]
- NWAジョージア・ジュニアヘビー級王座 : 2回[17]
- NWAジョージア・タッグ王座 : 1回（w / トニー・アトラス）[16]

ガルフ・コースト・チャンピオンシップ・レスリング / サウスイースタン・チャンピオンシップ・レスリング
- NWAコンチネンタル・ヘビー級王座 : 2回[27]
- NWA USジュニアヘビー級王座（アラバマ版） : 2回[15]
- NWAガルフ・コースト・タッグ王座 : 2回（w / ケン・ルーカス）[4]
- NWA USタッグ王座（ガルフ・コースト版） : 1回（w / ケン・ルーカス）[5]
- NWAサウスイースタン・タッグ王座：1回（w / ケン・ルーカス）[14]

セントラル・ステーツ・レスリング
- NWA世界タッグ王座（セントラル・ステーツ版） : 1回（w / ケン・ルーカス）[13]

NWAミッドアメリカ / コンチネンタル・レスリング・アソシエーション
- NWAミッドアメリカTV王座 : 1回[44]
- NWA世界タッグ王座（ミッドアメリカ版)  : 2回（w / ロバート・フラー、マイク・グラハム）[6]
- NWA南部タッグ王座（ミッドアメリカ版)  : 1回（w / レン・ロッシー）[45]
- AWA南部タッグ王座 : 2回（w / ウェイン・ファリス）[20]

サザン・チャンピオンシップ・レスリング
- NWA南部ヘビー級王座（テネシー版） : 1回

ミッドアトランティック・チャンピオンシップ・レスリング
- NWA USタッグ王座（ミッドアトランティック版） : 1回（w / スティーブ・ウィリアムス）[46]

ワールド・チャンピオンシップ・レスリング
- WCW世界タッグ王座 : 1回（w / カクタス・ジャック）[33]

イースタン・チャンピオンシップ・レスリング
- ECWタッグ王座 : 1回（w / タズマニアック）[32]

サウスウエスト・チャンピオンシップ・レスリング
- SCWヘビー級王座 : 1回[26]

## マネージャー担当選手
プレイング・マネージャーとして、NWAやWCWにおいてヒールのマネージメントも兼任していた（サリバン自身のマネージャーは、妻でもあったウーマンをはじめ、ゲーリー・ハート、サー・オリバー・フンパーディンク、センシュアス・シェリー、ジャクリーンなどが務めていた）。
- パープル・ヘイズ
- マハ・シン
- スーパースター・ビリー・グラハム
- アブドーラ・ザ・ブッチャー
- イライジャ・アキーム
- カリーム・モハメッド
- カルマ
- ワンマン・ギャング
- リック・スタイナー
- マイク・ロトンド
- スティーブ・ウィリアムス
- ダニー・スパイビー
- バズ・ソイヤー
- カクタス・ジャック
- バンバン・ビガロ
- オズ
- ブラック・ブラッド
- カマラ
- ミング
- ザ・ナイトストーカー
- ザ・シャーク
- ザ・ゾディアック
- ザ・ジャイアント